# Рубинівка
Руби́нівка (до 1948 року — Бєк-Кази́, крим. Bek Qazı) — село Джанкойського району Автономної Республіки Крим. Населення становить 449 осіб. Орган місцевого самоврядування — Кіндратівська сільська рада. Розташоване на півдні району.

## Географія
Рубинівка — село на південному сході району, в безіменній балці степового Криму, біля кордону з Курманським районом, висота над рівнем моря — 26 м. Сусідні села: Сєрноводське за 3,7 км на захід, Польове за 3,5 км на північний схід, Мішен-Найман за 3,3 км на схід і Нейшпроцунг Красногвардійського району в 4,5 км на південь. Відстань до райцентру — близько 20 кілометрів, найближча залізнична станція — Відрадна — близько 12 км.

## Історія
Перша документальна згадка села зустрічається в Камеральному Описі Криму … 1784 року, судячи з якого, в останній період Кримського ханства Векас входив в Таманський кадилик Карасубазарського каймакамства.
Після анексії Криму Російською імперією (8) 19 квітня 1783 року , на території колишнього Кримського Ханства була утворена Таврійська область і село була приписане до Перекопського повіту .
За Відомості про всіх селища в Перекопському повіті… від 21 жовтня 1805 року, в селі Бійгази значилося 44 двори, 260 кримських татар, 1 ясир і 54 цигани. Потім, мабуть, внаслідок еміграції кримських татар в Туреччину, село спорожніло і в доступних джерелах до кінця ХХ століття назва не зустрічається.
Відроджено село німцями, євангелістами і лютеранами, з Бердянських колоній в 1883 році в складі Ейгенфельдської волості. За «Пам'ятною книгою Таврійської губернії 1889 року», за результатами Х ревізії 1887, в селі Геброн значилося 18 дворів і 106 жителів. Після земської реформи 1890 року Беккази віднесли до Тотанайської волості. В  «… Пам'ятній книзі Таврійської губернії за 1892 рік», відзначено село Беккази, в якому було 84 мешканці в 18 домогосподарствах. За «… Пам'ятною книгою Таврійської губернії за 1900 рік» в Беккази значилося 84 мешканці в 13 дворах, в 1905 році значився 81 житель. В  Статистичному довіднику Таврійської губернії 1915 року, в Богемській волості Перекопського повіту також значиться село Беккази  з населенням 194 людини (в 1918—166).
Після радянської окупації, за постановою Кримревкома від 8 січня 1921 року № 206 «Про зміну адміністративних кордонів» була скасована волосна система і в складі Джанкойського повіту був створений Джанкойський район. У 1922 році повіти перетворили в округи. 11 жовтня 1923 року, згідно з постановою ВЦВК, в адміністративний поділ Кримської АРСР були внесені зміни, в результаті яких округу були ліквідовані, основною адміністративною одиницею став Джанкойський район і село включили до його складу. Згідно  Списку населених пунктів Кримської АРСР за Всесоюзним переписом від 17 грудня 1926 року, Беккази (або Гебрун), з населенням 203 людини, з яких було 179 німців входив до складу Німецько-Джанкойської сільради Джанкойського району . Постановою ВЦВК  «Про реорганізацію мережі районів Кримської АРСР»  від 30 жовтня 1930 року, був знову створений Біюк-Онларський район, цього разу — як німецький національний, в який включили село, з населенням 230 осіб. Постановою Президії КримЦВК «Про утворення нової адміністративної територіальної мережі Кримської АРСР» від 26 січня 1935 був створений німецький національний Тельманський район (перейменований указом Верховної Ради УРСР № 621/6 від 14 грудня 1944 року в Красногвардійський) і Беккази, з населенням 253 людини, включили до його складу.
Незабаром після початку Німецько-радянської війни, 18 серпня 1941 року німці з села були виселені, спочатку в Ставропольський край, а потім в Сибір і північний Казахстан. Після звільнення Криму від німців в квітні 12 серпня 1944 року було прийнято постанову № ГОКО-6372с «Про переселення колгоспників в райони Криму», за яким в район з Вінницької і Київської областей переселялися сім'ї колгоспників. Указом Президії Верховної Ради Російської РФСР від 18 травня 1948 року, Беккази перейменували в Рубинівку. 1 січня 1965 року, указом Президії Верховної Ради УРСР «Про внесення змін до адміністративного районування УРСР — по Кримській області», Рубинівку повернули до складу Джанкойського району .